# 이스라엘 기본법

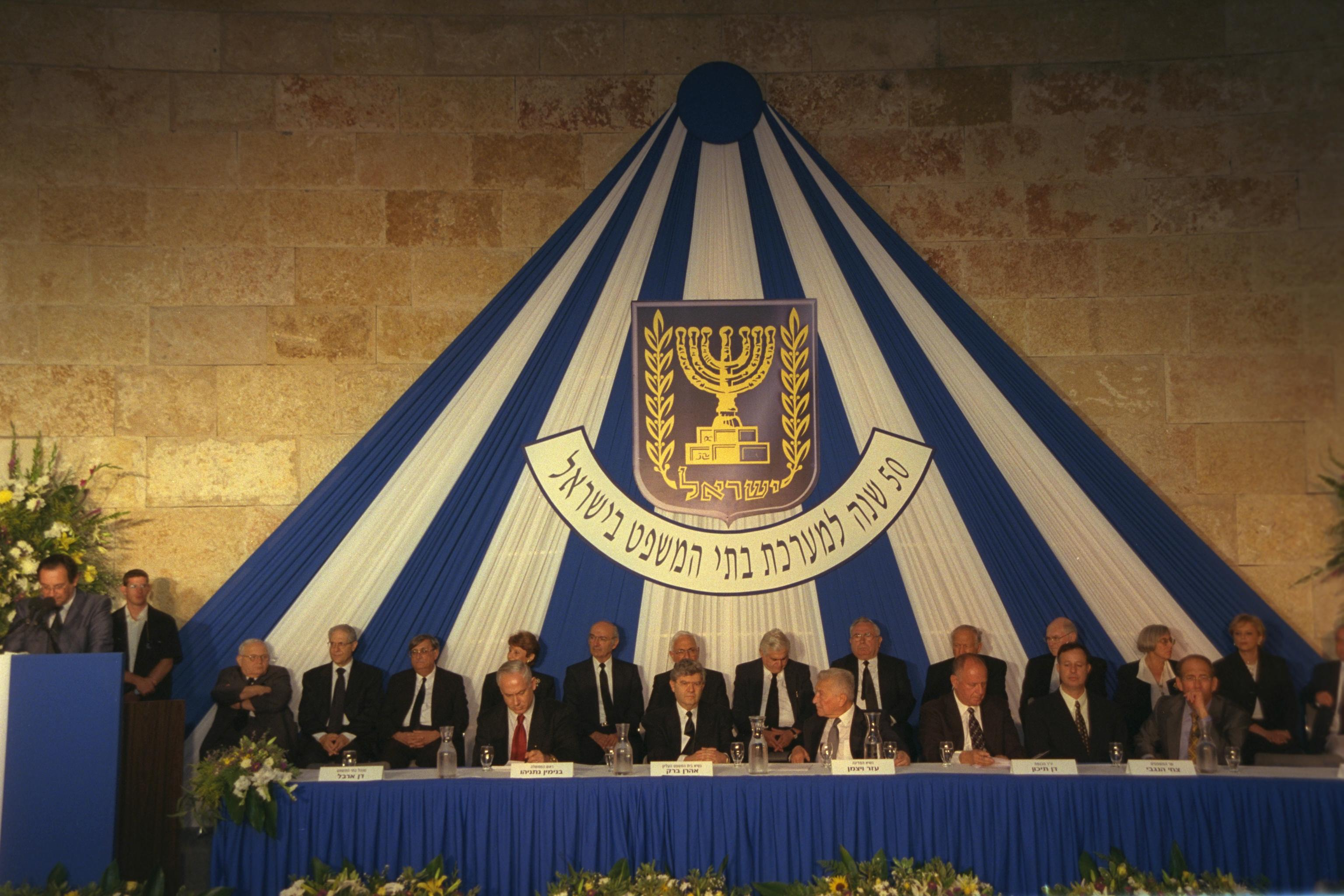
이스라엘 대법원, 창립 50주년 기념

이스라엘 기본법(히브리어: חוקי היסוד, 로마자 표기: Ḥukey HaYesod)은 이스라엘 국가의 14개 준헌법이며, 그 중 일부는 크네세트에서 절대다수 투표에 의해서만 변경될 수 있다. 이러한 법률 중 다수는 이스라엘 독립 선언문에 명시된 개인의 자유에 기초하고 있다. 기본법은 국가 주요 기관의 형성과 역할, 그리고 국가 당국 간의 관계를 다루고 있다. 또한 이러한 권리 중 일부는 이전에 이스라엘 대법원에 의해 관습법으로 보호되었지만 국가의 시민권도 보호한다. 기본법: 인간의 존엄성과 자유는 초법적 지위를 누리며 대법원에 이에 위배되는 모든 법률을 실격시키고 긴급 규정으로부터 보호할 수 있는 권한을 부여한다.
기본법은 1950년 이후로 연기된 미래 이스라엘 헌법의 초안이 되도록 의도되었다. 이것들은 미래에 공식적이고 단일한 성문 헌법으로 편입될 때까지 사실상의 헌법 역할을 한다. 이스라엘은 (뉴질랜드, 산마리노, 사우디아라비아, 캐나다, 영국과 함께) 실질적인 헌법(사례 및 판례에 기초함)으로 구성된 비성문화 헌법, 관습법 및 이러한 공식 법령의 조항에 따라 전체 또는 부분적으로 운영되는 6개국 중 하나이다.

## 같이 보기
- 귀환법